# Insel Air
Insel Air (IATA: 7I, ICAO: INC) est une compagnie aérienne de Curaçao. Cette compagnie est associée depuis 2010 avec la compagnie néerlandaise KLM après une convention permettant à la KLM d'utiliser les destinations d'InselAir. Cependant, à la suite de crises budgétaires en 2017, Insel Air cesse toutes opérations jusqu'à nouvel ordre.
Après 12 années d'activité, InselAir a cessé toutes ses opérations le 16 février 2019.

## Destinations
Antilles néerlandaises
- Aruba
- Bonaire
- Curaçao
- Saint-Martin

 Venezuela
- Caracas
- Valencia
- Las Piedras

 États-Unis
- Miami
- Charlotte

 Jamaïque
- Kingston

 République dominicaine
- Saint-Domingue

 Haïti
- Port-au-Prince

 Colombie
- Medellín

 Suriname
- Paramaribo

 Porto Rico
- San Juan

## Flotte

### Flotte au moment de la dissolution
À la fin d'Insel Air, sa flotte se composait des avions suivants,, :

### Flotte historique
Insel Air a utilisé au fil des ans les avions suivants :